# Istebník
Istebník (starší názvy  Isztebnik, Iztebnik (1598), Istebnik (1773), Vághidas (1907 – 1913)) je část města Trenčín.

## Historie
První písemná zmínka o Istebníku je z roku 1208. V roce 1921 zde žilo 383 obyvatel, z toho 365 Čechoslováků, a 14 Maďarů; byla zde četnická stanice.  V roce 1926 koupil zdejší lihovar Emil Pick; od roku 1937 sem pak byl přestěhována výroba destilátů značky OLD HEROLD.
V roce 1960 byla tehdejší samostatná obec Istebník sloučena s obcí Orechové do obce Závažie. Od roku 1972 je Istebník připojen k městu Trenčín.